# قرار مجلس الأمن التابع للأمم المتحدة رقم 1283
قرار مجلس الأمن التابع للأمم المتحدة رقم 1283، المتخذ بالإجماع في 15 كانون الأول / ديسمبر 1999، بعد إعادة التأكيد على جميع القرارات المتعلقة بالحالة في قبرص، بما في ذلك القرار 1251 (1999)، مدد المجلس ولاية قوة الأمم المتحدة لحفظ السلام في قبرص لستة أشهر حتى 15 يونيو 2000.
ودعا مجلس الأمن قبرص وشمال قبرص إلى معالجة المسألة الإنسانية المتعلقة بالمفقودين على وجه السرعة. طُلب من الأمين العام كوفي عنان تقديم تقرير بحلول 1 حزيران / يونيو 2000 عن تنفيذ هذا القرار.

## روابط خارجية
- نص القرار في undocs.org